# Arrufo
En náutica, el arrufo en barcos es la curvatura de construcción que recibe la cubierta principal respecto del plano horizontal en los extremos de proa y popa.
También se denomina arrufo al esfuerzo al que se ve sometido el buque cuando su proa y popa flotan en sendas crestas de olas mientras que el centro se halla en un valle.

Arrufo de la cubierta principal.

## Clases
- Arrufo de astilla muerta: es el que tiene la línea curva que determina el peralto de todas las varengas y horquillas y la altura de los dormidos de popa y proa.
- Arrufo del cuerpo principal: es el de la línea curva que determina la altura de los extremos o escoas de las varengas, horquillas y piques o bien la coincidencia de la parte convexa con la cóncava del cuerpo principal a lo largo de los fondos del buque.
- Arrufo aparente: es el que tienen las bordas de una embarcación que carece de él en las cubiertas.[1]